# John Mordaunt (1er comte de Peterborough)
John Mordaunt, 1er comte de Peterborough (décédé en 1642) est un pair anglais.

## Biographie
Il est le fils aîné de Henry Mordaunt, 4e baron Mordaunt, catholique resté pendant un an dans la Tour de Londres, soupçonné de complicité dans la Conspiration des Poudres, décédé en 1608. Sa veuve, Lady Margaret, fille de Henry Compton (1er baron Compton), également catholique, est privée par Jacques Ier de la garde de son enfant John. Il est confié comme pupille à l'archevêque George Abbot et fait ses études à Oxford.
Accepté à la Cour par le roi, frappé par sa beauté et son intelligence, John est nommé chevalier de l'Ordre du Bain à l'occasion de la nomination du prince Charles, comme prince de Galles, le 3 novembre 1616, et se voit remettre une amende impayée de 10 000 £ qui avait été infligée à son père. Il est créé comte de Peterborough, par lettres patentes du 9 mars 1628, par Charles Ier.
Dès le début de la Première guerre civile anglaise, il adhère à la cause du Parlement et dirige la commission des munitions sous le comte d'Essex, mais il meurt de Tuberculose, le 18 juin 1642. Avec son épouse Elizabeth, fille de William Howard (3e baron Howard d'Effingham) (en), il laisse deux fils: Henry Mordaunt (2e comte de Peterborough) et John Mordaunt (1er vicomte Mordaunt) d'Avalon; et une fille, Elizabeth, qui épouse Thomas, fils et héritier d'Edward Howard (1er baron Howard d'Escrick). Lady Peterborough est une beauté remarquée, mais est également réputée pour sa piété: elle est une amie proche de James Ussher, archevêque d'Armagh, qui passe ses dernières années dans sa maison. Elle est morte en 1671.